# خاک‌اره

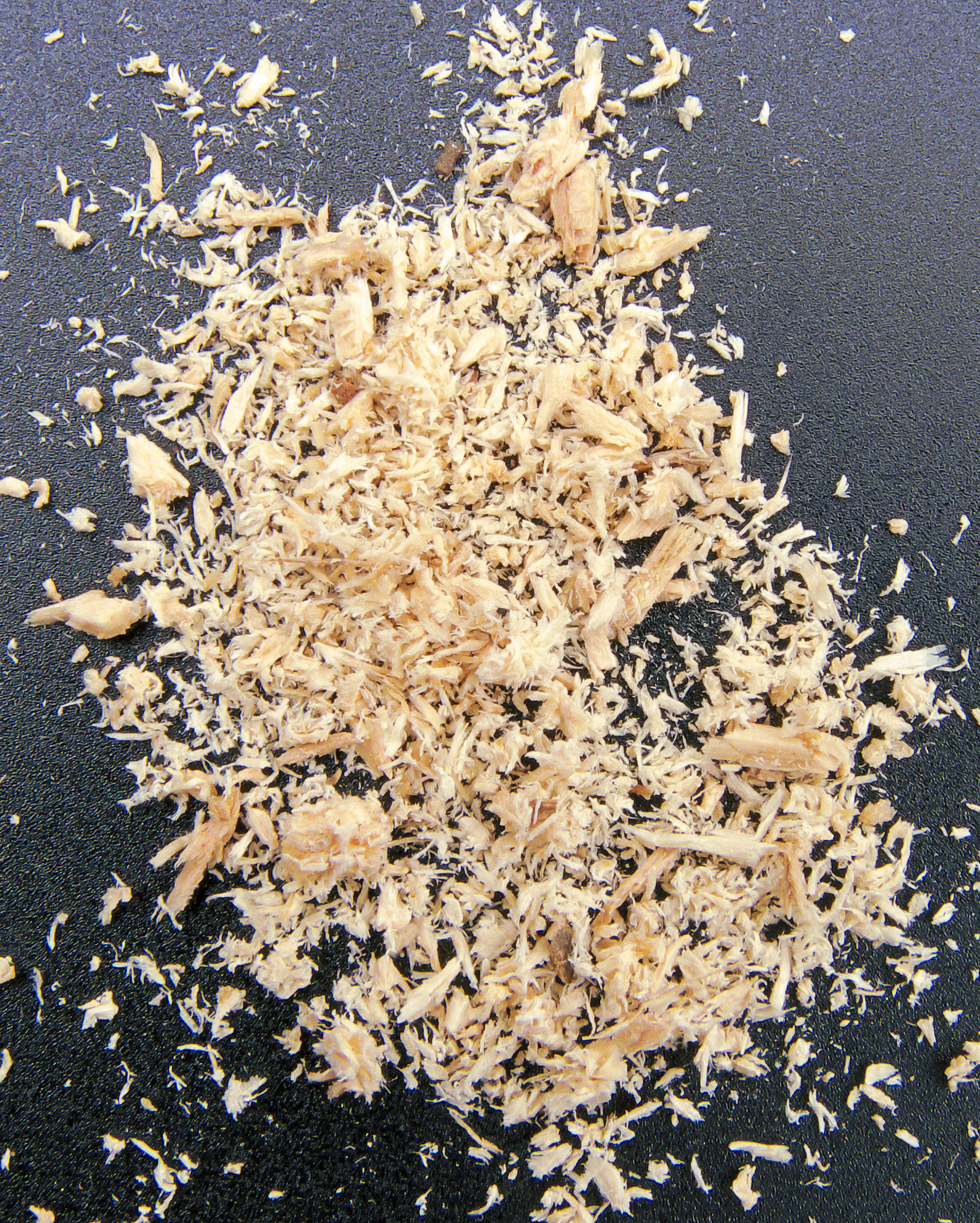
خاک‌ارهٔ تولید شده توسط اره‌دستی

خاک‌اره از ذرات ریز چوب تشکیل شده است. علت نامگذاری آن این بوده که این ماده از برش با اره تولید می‌شود.

## کاربردها

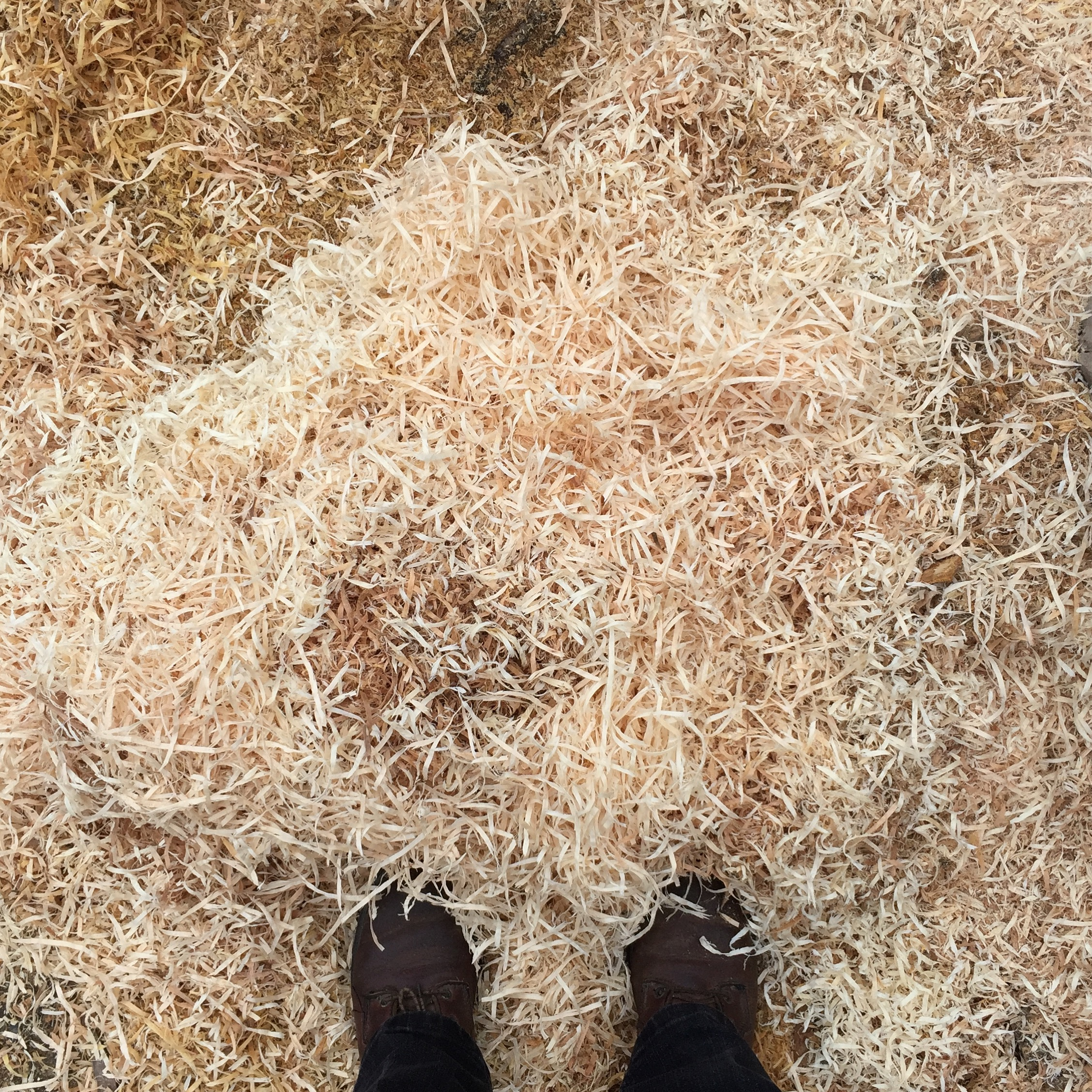
نمونه خاک‌اره

خاک‌اره کاربردهای گوناگونی دارد، شامل به‌کارگیری به‌عنوان مالچ کشاورزی، یا به‌عنوان جایگزینی برای خاک رس در جعبه خاک گربه، یا به‌عنوان سوخت، یا برای ساخت نئوپان به کار می‌رود. برای مثال کارخانجات کبریت سازی توکلی و ممتاز خاک‌اره حاصل از تولید کبریت را تبدیل به نئوپان می‌کنند. تا پیش از اختراع سردسازی و یخچال، از آن در یخدان‌ها برای منجمد نگاه داشتن یخ در طول تابستان استفاده می‌کردند. به‌طور تاریخی، از آن به عنوان یک محصول جانبی صنایع تولیدی یاد می‌شده و معمولاً به خاطر خطرناک بودنش به‌ویژه به علت اشتعال‌پذیری شناخته می‌شد. از آن همچنین در آثار هنری نیز استفاده می‌شود. شاید جالب‌ترین کاربرد خاک‌اره در پایکریت (pykrete) باشد، که ترکیبی بسیار محکم‌تر از یخ است که از آب منجمد و خاک‌اره تشکیل شده و به کُندی ذوب می‌شود، و از آن برای ساخت ناوهای هواپیمابر عظیم غرق‌نشدنی، استفاده می‌شود.